# In Concert
In Concert (с англ. — «На концерте», другой вариант — «Дружно») — четвёртый официальный концертный альбом (сборник) американской группы The Doors, выпущенный в мае 1991 года.

## Об альбоме
Диск состоит из различных концертных выступлений — он объединяет все предыдущие концертные издания и содержит одну новую запись. Альбом включает в себя два диска:
- диск 1 — переиздание альбома Absolutely Live за исключением композиции Close to You, помещённой на второй диск;
- диск 2 — комбинация из альбомов An American Prayer, Alive, She Cried, Absolutely Live и двух песен из концерта Live at the Hollywood Bowl (добавлена ранее не издававшаяся запись композиции The End).

## Список композиций
Большинство записей сделано во время тура 1970 года для альбома Absolutely Live. Дать ответ о том какая композиция где и когда записана затруднительно, поэтому ниже приводится информация, не претендующая на абсолютную достоверность (она основана на материале из различных книг о группе Дорз).
Диск 1
(Absolutely Live без Close to You).
1. «House Announcer» (с англ. — «Речь конферансье») — 2:40; Philadelphia Spectrum, 01.05.1970
2. «Who Do You Love?» (с англ. — «Кого ты любишь?») (МакДаниэл) — 6:02; Philadelphia Spectrum, 01.05.1970
3. «Alabama Song (Whiskey Bar)» (с англ. — «Песнь Алабамы (Виски-бар)») (Брехт, Вайль) — 1:51; 2-е шоу в NY Felt Forum, 18.01.1970
4. «Back Door Man» (с англ. — «Мужчина, заходящий с чёрного хода») (Диксон) — 2:22; Pittsburgh Civic Arena, 02.05.1970
5. «Love Hides» (с англ. — «Любовь прячется») (Дорз) — 1:48; Pittsburgh Civic Arena, 02.05.1970
6. «Five to One» (с англ. — «Пять к одному») (Дорз) — 4:34; Pittsburgh Civic Arena, 02.05.1970
7. «Build me a Woman» (с англ. — «Сооруди мне женщину») (Дорз) — 3:33; 2-е шоу в New York Felt Forum, 18.01.1970
8. «When the Music’s Over» (с англ. — «Когда музыка смолкнет») (Дорз) — 16:16; 2-е шоу в New York Felt Forum, 18.01.1970
9. «Universal Mind» (с англ. — «Вселенский разум») (Дорз) — 4:54; 2-е шоу в Los Angeles Aquarius Theater, 21.07.1969
10. «Petition the Lord with Prayer» (с англ. — «Обращение к Господу с молитвой») (Дорз) — 0:52; 2-е шоу в New York Felt Forum, 18.01.1970
11. «Break on Throught #2 (Dead Cats, Dead Rats)» (с англ. — «Прорывайся №2 (Дохлые кошки, дохлые крысы)») (Дорз) — 1:57; Детройт Кобо-Холл, 08.05.1970
12. «Break on Through (To the Other Side)» (с англ. — «Прорывайся (на другую сторону)») — 4:42; Детройт Кобо-Холл, 08.05.1970

13-19 «The Celebration of the Lizard» (с англ. — «Восхваление ящера») (Дорз) — 14:29; 1-е шоу в Los Angeles Aquarius Theater, 21.07.1969
1. g) «The Palace of Exile» (с англ. — «Дворец изгнания») — 2:20
2. «Soul Kitchen» (с англ. — «Кухня души») (Дорз) — 7:15;2-е шоу в Los Angeles Aquarius Theater, 21.07.1969

Диск 2
(Включает: Close to You из Absolutely Live; альбом Alive, She Cried целиком и другие записи).
1. «Roadhouse Blues» (с англ. — «Блюз придорожного трактира») — 6:13; Philadelphia Spectrum, 01.05.1970
2. «Gloria» (с англ. — «Глория») (Ван Моррисон) — 6:17; проверка звука в Los Angeles Aquarius Theater, 21.07.1969
3. «Light My Fire (including Graveyard Poem)» (с англ. — «Зажги мой огонь (включает Кладбищенскую поэму») (Дорз) — 9:51; 2-е шоу на Boston Arena, 10.04.1970
4. «You Make me Real» (с англ. — «Ты делаешь меня настоящим») (Моррисон) — 3:06; 2-е шоу на Boston Arena, 10.04.1970
5. «Texas Radio & the Big Beat» (с англ. — «Техасское радио и биг-бит») (Дорз) — 1:52; шоу на датском телевидении (Копенгаген), 18.09.1968
6. «Love me Two Times» (с англ. — «Люби меня дважды») (Кригер) — 3:17; шоу на датском телевидении (Копенгаген), 18.09.1968
7. «Little Red Rooster» (с англ. — «Маленький красный петушок») (Диксон) — 7:15; 1-е шоу в New York Felt Forum, 17.01.70
8. «Moonlight Drive (including Horse Latitudes)» (с англ. — «Гонка при лунном свете (включает Лошадиные широты») (Моррисон) — 5:34; 2-е шоу в New York Felt Forum, 18.01.1970
9. «Close to You» (с англ. — «Близко к тебе») (Диксон) — 5:26; Pittsburgh Civic Arena, 02.05.1970
10. «The Unknown Soldier» (с англ. — «Неизвестный солдат») (Дорз) — 4:25; Los Angeles Hollywood Bowl, 05.07.1968
11. «The End» (с англ. — «Конец») (Дорз) — 15:42; Los Angeles Hollywood Bowl, 05.07.1968

## Участники записи
- Джим Моррисон — вокал.
- Рэй Манзарек — клавишные.
- Робби Кригер — гитара.
- Джон Денсмор — ударные.